# Oczyszczalnia Ścieków „Centralna” w Toruniu
Oczyszczalnia Ścieków „Centralna” w Toruniu – oczyszczalnia ścieków znajdująca się przy ul. Szosa Bydgoska 49 w Toruniu, od 2003 roku prowadzona przez Toruńskie Wodociągi. Oczyszcza ścieki z Torunia oraz gmin ościennych, doprowadzane siecią kanalizacyjną oraz dowożone samochodami asenizacyjnymi. Maksymalna przepustowość oczyszczalni wynosi 90 tys. m³ na dobę.
W czerwcu 1994 roku Rada Miasta Torunia podjęła decyzję o powstaniu oczyszczalni ścieków w zachodniej części miasta. Budowa rozpoczęła się w 1995 roku, a całość oddano do użytku w 1998 roku. Cały proces inwestycyjny, który wyniósł około 150 mln zł był sfinansowany z budżetu miasta i państwa oraz z Narodowego i Wojewódzkiego Funduszu Ochrony Środowiska i Gospodarki Wodnej, a także z Banku Ochrony Środowiska.